# النزهة (الدقهلية)
قرية النزهة هي إحدى القرى التابعة لمركز المنصورة في محافظة الدقهلية في جمهورية مصر العربية. حسب إحصاءات سنة 2006، بلغ إجمالي السكان في النزهة 3811 نسمة، منهم 1931 رجل و1880 امرأة.